# Egyházasfüzes
Egyházasfüzes (németül: Kirchfidisch) Gyepűfüzes településrésze, egykor önálló község Ausztriában Burgenland tartományban a Felsőőri járásban.

## Fekvése
Felsőőrtől 18 km-re délkeletre,  Szombathelytől 28 km-re délnyugatra  fekszik.

## Története
Füzes települést 1221-ben említik először „Fuzes” alakban. 1297-ben „Fyuzes”, 1496-ban „Eghazasfyzes” néven szerepel a korabeli forrásokban. Vörösvár uradalmához tartozott. A Vörösvári család birtoka volt, majd  1424-ben a sváb száramzású  Ellerbachoké lett. Erdődy Bakócz Tamás érsek és kancellár  1499-ben, Ellerbach János halála után lett a falu birtokosa. 1517-ben unokaöccse Erdődy Péter lett a birtokos és később is a család birtokában maradt. 1529-ben és 1532-ben a települést elpusztította a török, ezután németekkel telepítették újra.

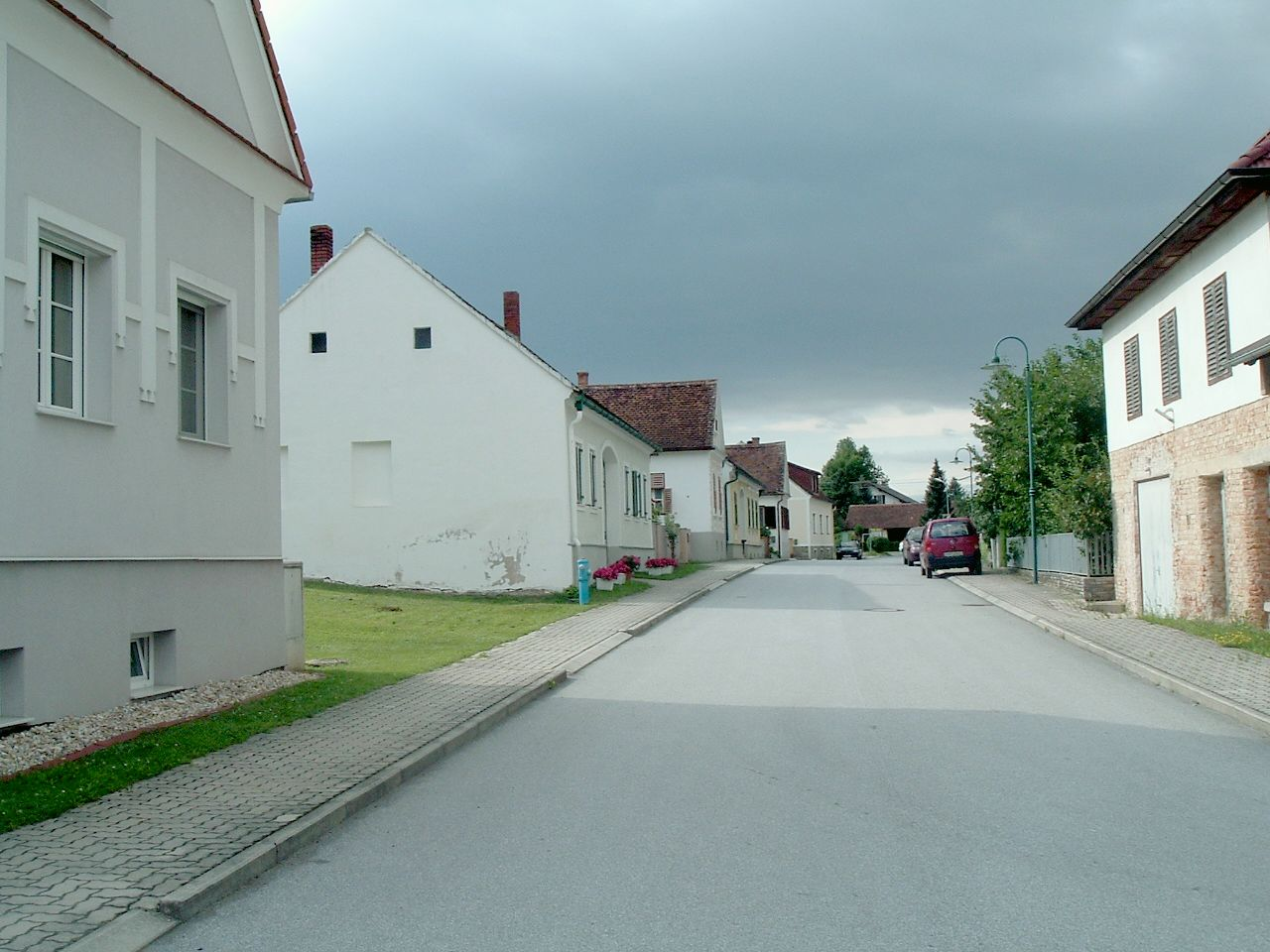
Egyházasfüzes - utcarészlet

Vályi András szerint „FŰZES. Egyházas Fűzes, Kirchfidis. Német falu Vas Vármegyében, földes Ura Gróf Erdődy Uraság, lakosai katolikusok, fekszik Pinka Miske mellett, ’s ennek filiája. Határja gazdag, réttyei jók, legelője elég, fája tűzre, és épűletre, első Osztálybéli.”
Fényes Elek szerint „Egyházas-Füzes, (Kirch. Fidisch), német falu Vas vmegyében 428 kath. lak., paroch. szentegyházzal. F. u. gr. Erdődy György. Szombathelyhez 2 óra.”
Vas vármegye monográfiája szerint „Egyházas-Füzes lakosai németajkúak, vallásuk r. kath. és ág. ev. Házszám 85, lélekszám 514. Postája Gyepü-Füzes, távírója Német-Szt.-Mihály. Kath. temploma 1770-ben épült. Birtokosa gróf Erdődy Lajos.”

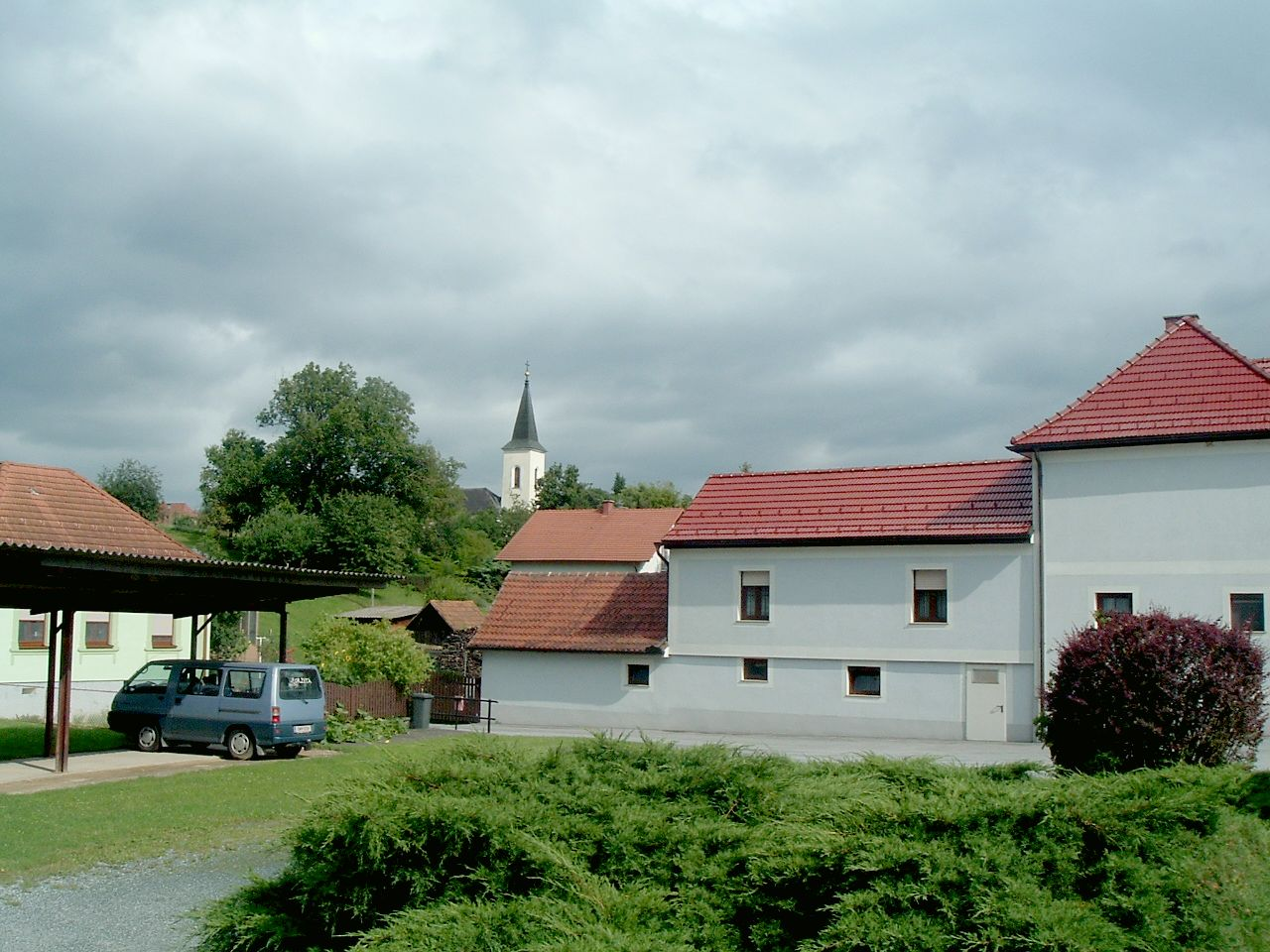
Egyházasfüzes

1910-ben 571, túlnyomórészt német lakosa volt. A trianoni békeszerződésig Vas vármegye Felsőőri járásához tartozott. 1921-ben Ausztria Burgenland tartományának része lett. 1971-ben Gyepűfüzeshez csatolták.

## Nevezetességei
Szent Péter és Pál apostolok tiszteletére szentelt római katolikus plébániatemploma 1770-ben épült.

## Külső hivatkozások
- Gyepűfüzes hivatalos oldala
- Egyházasfüzes a dél-burgenlandi települések honlapján
- Az SV Kirchfidisch sportklub honlapja